# Никола Долапчиев (юрист)
Никола Долапчиев е виден български юрист, професор по наказателно право. Член на Българската академия на науките.

## Произход и образование
Никола Долапчиев е роден на 7 февруари 1897 година в Сливен. Завършва право в Софийския университет през 1920 г. Специализира наказателно право в Берлин (1922 – 1924), в САЩ, Англия, Франция, Германия и Австрия (1931 – 1932).

## Научна кариера
Долапчиев става доктор по правни науки на Берлинския университет през 1924 година, след което постъпва като асистент в юридическия факултет на Софийския университет. Защитава докторската дисертация в Берлинския университет в 1924 година на тема: „За един логичен строеж на понятието за вината в наказателноправната система“. През 1926 година става доцент, в 1929 година – извънреден професор, а през 1933 година – професор по наказателно право. От 1936 година е дописен член на БАН, а от 1941 година до 1948 година включително е редовен член на БАН. От 1933 до 1943 година ръководи Катедрата по наказателно право и наказателно съдопроизводство в Софийския университет. Декан е на Юридическия факултет през 1930 и 1931 година. Член е на Американската академия по криминология от 1932 г. Междувременно работи заедно с адвокат Димитър Алексиев, чиято кантора е била на ул. „Цар Иван Асен“ 3, ет. 1 в гр. София. През 30-те години преподава и в Свободния университет за политически и стопански науки в София.

## След Деветосептемврийския преврат
През 1945 година Долапчиев е назначен за служебен защитник на княз Кирил Преславски и бившия министър-председател Добри Божилов пред Първи състав на Народния съд. В защитната си пледоария Долапчиев призовава съдът да вземе предвид, при определяне на наказанието на Кирил Преславски, незначителната роля, която е изпълнявал подзащитният му, който не е взел „активно участие нито в едно събитие или решение“.
Като представител на Народен съюз „Звено“ на 6 август 1947 година е назначен за пълномощен министър на България в Лондон. Година по-късно е изключен от БАН за „враждебна дейност“ към Народна република България и като академик е възстановен посмъртно едва през 1991 година. През следващата 1948 година българският дипломатически корпус се разпада, напускат редица дипломати, които търсят политическо убежище, сред тях е и Долапчиев, който се установява със семейството си в Лондон. Участва в дейността на Българския национален комитет.

## Емиграция и смърт
През 1957 година Долапчиев заминава от Ливърпул за Ню Йорк заедно със съпругата си Рада Долапчиева и сина си Георги Долапчиев. Установява се със семейството си в Лос Анджелис, Калифорния. Лишен от българско гражданство като невъзвращенец, кандидатства за американско гражданство и го получава.
Умира на 8 ноември 1966 година. Погребан е в гробището Форест Лоун Мемориъл Парк в Лос Анджелис, Калифорния, САЩ.

## В спомените на съвременниците
Профил. Долапчиев „отстоява становището си винаги убедено, неотстъпно и убедително – в науката и в живота си!“. Това са думи на световноизвестния и дълбоко уважаван проф. д-р Коолрауш, който е бил научен ръководител на Никола Долапчиев по време на разработкта на дисертацията му. Проф. д-р Едуард Коолрауш нееднократно по различни поводи, с топлата и умиление сочеше своя ученик – вече дългогодишен професор – като изграден надежден учен.
Проф. Долапчиев е не само голям учен, но и великолепен преподавател. Той умееше да излъчва познанията си и да ги напластява мигновено в съзнанието на жадните за наука и пропити от благодарност студенти. Лекциите и упражненията му доствяха истинско удоволствие и върховна наслада, а слушателите показваха подчертано желанието си – часът при проф. Долапчиев още да продължава. Той беше прекалено възпитан и изискван в отношенията си към колегите – научни работници, към студентите и гражданите и не допускаше да се самоизтъква и да „натрапва“ становището си. Спореше убедено и аргументирано. Той беше дълбокомислещ и можещ теоретик и блестящ и съкрушаващ практик – като защитник.